# El Rosario (subdelegación)
El Rosario fue una de las subdelegaciones que integró el antiguo departamento de San Fernando y, más tarde, el de Santa Cruz. Estaba inicialmente compuesta por tres distritos.
El territorio de la subdelegación fue organizado por decreto del presidente José Joaquín Pérez Mascayano el 14 de agosto de 1867.

## Historia
La subdelegación fue creada por decreto supremo del 14 de agosto de 1867, que divide el departamento de San Fernando en veinte subdelegaciones. El documento determina así sus límites:

Al norte y este, por el Rapel; al oeste, por el deslinde oriental de la subdelegación de Navidad, desde el Rapel hasta la Quebrada Honda, continuando desde aquí hacia el sur la línea divisoria por el estero de Pailimo, que desagua en dicha quebrada hasta que se junta el estero del Cajón, por el cual se sigue aguas arriba hasta que se reúne con la quebrada de los Nucos; y al sur, por esta misma quebrada hasta encontrar el risco de Siete Pedazos, desde este punto la corriente de la quebrada de la Tenca hasta tocar el estero de la Virgen, siguiendo por este aguas arriba hasta que desemboca en él la quebrada del Agua, que con su curso continuará formando el deslinde, el cual tomará en línea recta desde donde concluye esa quebrada pasando por los Ojos de Agua hasta encontrar la quebrada del Risco Alto, que desemboca en el estero de Pulín; el curso de este estero, que se inclina al norte hasta desaguar en el Rapel, completará el límite de la subdelegación.

Se dividió en tres distritos: 1.° Rosario, 2.° Pulín, 3.° Cartagena (Cartajena).
Por decreto del 22 de diciembre de 1891 fueron creadas varias comunas en el departamento de San Fernando, entre ellas la comuna de La Estrella, a la que pasó a pertenecer esta subdelegación junto con la subdelegación de La Estrella. El decreto del 20 de febrero de 1909, que crea la comuna de Rosario (más conocida como Rosario Lo Solís), traslada a ésta la subdelegación de Rosario.
El Decreto con Fuerza de Ley N.º 8.583 del 30 de diciembre de 1927 redistribuye el territorio del departamento de San Fernando y Santa Cruz. La disposición ordenó que la subdelegación de Rosario integraría el territorio de la antigua subdelegación de Navidad. Dicha situación se mantuvo hasta 1936, cuando se restaura la comuna de Navidad, y con ella la subdelegación de igual nombre. El Rosario, como subdelegación, subdelegación fue suprimida con la Constitución de 1980, tras el proceso de regionalización impulsado por la dictadura militar.

## Administración
La administración del territorio estaba a cargo del subdelegado, subordinado al gobernador departamental y nombrado por él. Duraban dos años en el cargo, aunque también podían ser nombrados indefinidamente. Podían ser removidos por el gobernador, quien debía dar cuenta de esto al intendente provincial. Los distritos, en tanto, eran regidos por un inspector, quien respondía a las órdenes del subdelegado, quien tenía la potestad de nombrarlos o removerlos dando cuenta al gobernador departamental.